# دوریس کانستمن
دوریس کانستمن (انگلیسی: Doris Kunstmann؛ زادهٔ ۲۲ اکتبر ۱۹۴۴) هنرپیشه اهل آلمان است.
از فیلم‌ها یا برنامه‌های تلویزیونی که وی در آنها نقش داشته‌است می‌توان به بازی‌های مسخره، هیتلر: ده روز آخر و مرگ کسب‌وکار من است عزیزم اشاره کرد.